# Syndrome platypnée-orthodéoxie

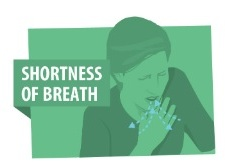
Même collection mais en serb

Le syndrome platypnée-orthodéoxie est un syndrome positionnel rare, et souvent méconnu, combinant une dyspnée (essoufflement) à la station debout/assis associée à une hypoxémie artérielle (orthodéoxie). Les symptômes sont améliorés en position allongée (platypnée). 
Il s’agit d’un diagnostic difficile et dont les circonstances d’apparition sont sujettes à de nombreuses interprétations. Ces circonstances sont souvent en relation avec un contexte favorisant un  passage anormal de sang désoxygéné des cavités droites cardiaques dans les cavités gauches. La présence d'un foramen ovale perméable (FOP), retrouvé dans 25 % de la population générale, généralement sans conséquence, mais associés à des circonstances particulières, favorise un shunt droit-gauche (embolie pulmonaire, modification structurelle post-opératoire, etc.) qui peut être une explication au syndrome. Remédiable, le syndrome platypnée-orthodéoxie doit être recherché, en cas d'hypoxémie réfractaire, par une échocardiographie cardiaque transoesophagienne avec injection d'un produit de contraste (microbulles), éventuellement aidée d'une manœuvre de Valsalva. On retrouve également ce syndrome dans des atteintes extra-cardiaques, notamment lors du syndrome hépato-pulmonaire ou de shunts intra-pulmonaires.
Ce syndrome a été décrit pour la première fois en 1949,.